# Kolpino
Kolpino (Колпино) je město v Kolpinském rajónu u Petrohradu v Rusku. Bylo založeno v roce 1722 jako dělnická osada u pily a status města získalo v roce 1912. Důležitým průmyslovým sektorem je zpracování kovů a výroba stavebních materiálů. Město je známé především díky Ižorským závodům, hlavnímu průmyslovému podniku města. Také z místních nemovitých památek je nejdůležitější dochovaná industriální architektura z 19. století. Následkem průmyslu však Kolpino čelí i ekologické zátěži. Nedaleko města se nachází úložiště Krasnyj Bor s toxickým odpadem, který představuje značné riziko pro zdraví obyvatel. Kolpino je též postiženo znečištěním řeky Ižora, která je kontaminována kovy v koncentraci přesahující povolené limity až šestkrát.